# 2MASS J10475385+2124234
2MASS J10475385+2124234 è una nana bruna di classe spettrale T situata nella costellazione del Leone a 34,6 al di distanza dal sistema solare, che è stata scoperta nel 1999. A causa del moto proprio si sposta ogni anno di 1,7 arcsec.

## Atmosfera
Nell'aprile 2020 è stata resa nota la scoperta da parte di un team astronomico di quattro scienziati provenienti da università britanniche e americane, i quali sono riusciti a misurare la velocità dei venti che soffiano sulla nana bruna. Per fare ciò è stato impiegato un metodo che permette di fare lo stesso con Giove basandosi sulla differenza del periodo di rotazione su due sistemi di coordinate distinti, ovvero nelle bande spettrali radio e infrarosso. Per la prima si tratta di una tracciante del campo magnetico ed è generata dall’interazione degli elettroni con le linee di campo, secondo il fenomeno noto come ECMI (electron-cyclotron maser instability). In questo modo si ottiene il periodo di rotazione di 9 h, 55 min e 30 s del campo magnetico di Giove, situato a 7000 km di profondità. Sulla superficie, invece, nella regione equatoriale le instabilità atmosferiche generano variazioni periodiche di luminosità negli spettri visibile e infrarosso, alle quali corrisponde un periodo di 9 h, 50 min e 30 s, di 5 min più breve del precedente. Da qui si deduce che la differenza di rotazione fra l'interno e la superficie di Giove è dovuta a venti che soffiano a 380 km/h.
Nel caso di 2MASS J10475385+2124234, quindi, si sono fatte delle osservazioni radio con il Very Large Array nelle notti tra il 12 e il 18 ottobre 2018, che hanno permesso di misurare il periodo di rotazione del campo magnetico. Alle osservazioni è risultato un campo magnetico della nana bruna di 5,6 kG e con un periodo di rotazione compreso tra 1,751 e 1,765 h. Il periodo di rotazione superficiale è stato, invece, calcolato di 1,741 ± 0,007 h grazie a delle osservazioni compiute dal telescopio spaziale Spitzer nell'aprile 2017 e 2018. Dalla differenza nel periodo e ipotizzando un raggio di 67.200 km, si stima, quindi, che sulla nana bruna soffino venti a 2.340 ± 1.116 km/h.